# Benthogone fragilis
Benthogone fragilis is een zeekomkommer uit de familie Laetmogonidae.
De wetenschappelijke naam van de soort werd in 1905 gepubliceerd door René Koehler & Clément Vaney.